# Chrysopilus opacifrons
Chrysopilus opacifrons är en tvåvingeart som beskrevs av Meijere 1911. Chrysopilus opacifrons ingår i släktet Chrysopilus och familjen snäppflugor. Inga underarter finns listade i Catalogue of Life.